# István Fiedler
István Fiedler (n. 14 octombrie 1871, Becicherecu Mare, Banatul Central, Serbia – d. 24 octombrie 1957, Oradea, România) a fost un episcop al Diecezei de Oradea, arestat de autoritățile române în anul 1939 și eliberat din detenție cu condiția de a se retrage din funcție. În 14 decembrie 1939 și-a dat demisia de la conducerea Diecezei de Oradea, demisie acceptată o zi mai târziu de papa Pius al XII-lea, care l-a numit episcop titular de Mulia (titlu onorific).

## Cariera ecleziastică
În data de 7 decembrie 1930 nunțiul Angelo Maria Dolci l-a hirotonit episcop în Catedrala din Oradea.